# Lijst van acteurs en actrices in Penoza
Dit is een lijst van acteurs en actrices die een (hoofd-, bij- of gast)rol spelen of gespeeld hebben in de Nederlandse misdaadserie Penoza die van 2010 t/m 2017 werd uitgezonden door de KRO op Nederland 3 en in 2019 werd afgesloten met een gelijknamige film.

## Overzicht
De volgende castleden worden aangeduid als vaste castleden:
 = Hoofdrol
 = Terugkerende rol
| Acteur                 | Personage                   | Aantal afleveringen | Aantal afleveringen | Aantal afleveringen | Aantal afleveringen | Aantal afleveringen | Aantal afleveringen | Aantal afleveringen |
| Acteur                 | Personage                   | S1                  | S2                  | S3                  | S4                  | S5                  | Film                | Totaal              |
| ---------------------- | --------------------------- | ------------------- | ------------------- | ------------------- | ------------------- | ------------------- | ------------------- | ------------------- |
| Monic Hendrickx        | Carmen van Walraven-de Rue  | 8                   | 10                  | 10                  | 10                  | 10                  | 1                   | 49                  |
| Sigrid ten Napel       | Natalie van Walraven        | 8                   | 10                  | 10                  | 10                  | 10                  | 1                   | 49                  |
| Stijn Taverne          | Boris van Walraven          | 8                   | 10                  | 10                  | 10                  | 10                  | 1                   | 49                  |
| Niels Gomperts         | Lucien van Walraven         | 8                   | 10                  | 10                  | 9                   | 10                  | 1                   | 48                  |
| Loek Peters            | Berry Reitens               | 6                   | 9                   | 10                  | 10                  | 10                  | 1                   | 46                  |
| Olga Zuiderhoek        | Fiep de Rue-Homoet          | 5                   | 9                   | 10                  | 10                  | 10                  | 1                   | 45                  |
| Raymond Thiry          | Nicolaas Luther             | 8                   | 9                   | 9                   | 7                   | 10                  | 1                   | 44                  |
| Hajo Bruins            | Jim Leeflang                | 7                   | 9                   | 9                   | 10                  | 7                   | 1                   | 43                  |
| Medina Schuurman       | Sandrina Breusink-Ritchie   | 8                   | 8                   | 9                   | 8                   | 3                   | 1                   | 37                  |
| Gijs Naber             | Lucas 'Storm' Albema        |                     |                     | 10                  | 10                  | 10                  |                     | 30                  |
| Jacqueline Blom        | Justine de Heer             |                     | 7                   | 10                  | 10                  |                     | 1                   | 28                  |
| Marcel Musters         | Simon Zwart                 |                     | 10                  | 9                   | 7                   |                     |                     | 26                  |
| Eric Corton            | John de Weerdt              |                     | 10                  | 10                  | 3                   |                     |                     | 23                  |
| Joost Koning           | Koen de Weerdt              |                     | 9                   | 9                   | 3                   |                     |                     | 21                  |
| Peter Blok             | Jack van Zon                |                     |                     | 8                   | 9                   |                     | 1                   | 18                  |
| Tom Jansen             | André de Rue                | 7                   | 10                  |                     |                     |                     |                     | 17                  |
| Peggy Jane de Schepper | Hanneke de Rue-Bannink      | 6                   | 9                   |                     |                     |                     |                     | 15                  |
| Mads Wittermans        | Raul 'Speedy' Willems       |                     | 5                   | 8                   |                     |                     |                     | 13                  |
| Fedja van Huêt         | Irwan de Rue                | 7                   | 5                   |                     |                     |                     |                     | 12                  |
| Pieter van der Sman    | Stefan 'De Snor' Mijdenveld |                     | 8                   | 3                   |                     |                     |                     | 11                  |
| Willem Nijholt         | Henk Ooms                   |                     | 10                  |                     |                     |                     |                     | 10                  |
| Eva van de Wijdeven    | Reina Pasalic               |                     | 7                   | 3                   |                     |                     |                     | 10                  |
| Axel Daeseleire        | Marcus Vos                  |                     |                     |                     |                     | 10                  |                     | 10                  |
| Ward Kerremans         | Leon Vos                    |                     |                     |                     |                     | 10                  |                     | 10                  |
| Mandela Wee Wee        | Stanley Witman              |                     |                     |                     |                     | 10                  |                     | 10                  |
| Jacob Derwig           | Sjaak 'Coach' Westermaat    |                     |                     |                     | 9                   |                     |                     | 9                   |
| Thomas Acda            | Frans van Walraven          | 8                   |                     |                     |                     |                     |                     | 8                   |
| Marcel Hensema         | Steven Breusink             | 8                   |                     |                     |                     |                     |                     | 8                   |
| Johnny de Mol          | Johan Kruimel               | 8                   |                     |                     |                     |                     |                     | 8                   |
| Marwan Kenzari         | Mustafa 'Moes' Eski         |                     | 8                   |                     |                     |                     |                     | 8                   |
| Maartje Remmers        | Marleen Kruimel-de Rue      | 7                   |                     |                     |                     |                     |                     | 7                   |
| Barry Atsma            | Maik Kneefel                |                     |                     |                     | 7                   |                     |                     | 7                   |
| Chris Peters           | Davy Vos                    |                     |                     |                     |                     | 6                   |                     | 6                   |
| Filip Peeters          | Christian Schiller          | 5                   |                     |                     |                     |                     |                     | 5                   |

## Hoofdrolspelers
De personages zijn opgesomd op alfabetische volgorde van achternaam.
| Acteur | Personage                              | Seizoen | Afleveringen |
| --- | -------------------------------------- | ------- | ------------ |
| Thomas Acda | Frans van Walraven 'de Bolle'          | 1       | 8*           |
| Frans leert Carmen kennen via haar broer Irwan, ze komen vaak in het café van André de Rue. In de openbaarheid werkt hij als scheepsmakelaar, hij handelt en verkoopt boten. Samen met zijn jeugdvrienden Irwan en Steven handelt hij ook in softdrugs. De eerste stappen zetten de drie vrienden al op jonge leeftijd door op het politiebureau een partij hasj te stelen, een partij die de politie van André de Rue in beslag had genomen. André komt daarachter en laat Frans in elkaar slaan om zo een bekentenis af te dwingen. Carmen verschaft Frans een alibi wat tevens het begin van hun relatie betekent. Carmen en Frans hebben een gelukkig huwelijk en een luxe leven, ze worden ouders van drie kinderen en houden zielsveel van elkaar. Door de handel in drugs komt Frans geregeld in de problemen en wanneer zijn zoontje Boris een pistool van hem steelt om op school een pestkop te bedreigen, is de maat voor Carmen vol. Ze eist dat Frans zich terugtrekt uit het criminele circuit. Frans onderhandelt in het geheim met de politie, hij is bereid een stick te overhandigen met informatie over 'De Winkel', Irwan, Steven en André. Tegelijkertijd ontvreemdt Irwan een partij cocaïne van de Belgische topcrimineel Schiller. Hij schiet een handlanger van Schiller dood en weet dat dit een drugsoorlog betekent. Hij wordt snel daarna voor zijn huis doodgeschoten. Aan het einde van het eerste seizoen bleek dat Frans zijn eigen schoonvader, André de Rue de persoon is die achter de moord op Frans zat. André vond het onacceptabel dat Frans met de politie wilde praten. |                                        |         |              |
| Barry Atsma | Maik Kneefel                           | 4       | 7            |
| Maik is Carmens revalidatiearts, nadat Carmen uit haar coma ontwaakt. |                                        |         |              |
| Peter Blok | Jack van Zon                           | 3–4     | 17           |
| Een vastgoedmagnaat die de weduwnaar van Pamela Ooms, de dochter van Henk Ooms, blijkt te zijn. In seizoen 2 werd Pamela vermoord door Sandrina en Jack wil wraak nemen op haar en Carmen. Hij gijzelt Sandrina in het park waar zij en Carmen Pamela vasthielden. Hij stelt Carmen een ultimatum en er volgt een confrontatie. Carmen geeft toe, en laat Jack kapot achter. Hij keert terug als Carmen geld van hem wil lenen. Hij investeert, maar helpt zelf mee met de zaken. Sandrina komt bij hem inwonen om voor zijn kinderen te zorgen. Jack draait echter door en krijgt waanideeën. Hij bouwt een kelder om Carmen in op te sluiten. Justine de Heer probeert een deal met hem te sluiten en wil dat hij Carmen opruimt. Hij besluit echter Justine in de kelder op te sluiten, maar wordt tegengehouden door Carmen. Ze schiet hem in zijn been, waarna hij wordt opgepakt door de politie. |                                        |         |              |
| Jacqueline Blom | Justine de Heer 'OVJ'                  | 2–4     | 27           |
| Justine is zo lang als bekend, werkzaam bij Justitie, ze krijgt de leiding over een van de grootste zaken van 't land na een lange periode, Justine moet het opnemen tegen topcriminelen Henk Ooms en Irwan de Rue. Als kroongetuige wordt Carmen van haar onderduikadres weggehaald. Justine heeft goede hoop voor haar zaak, totdat Carmen plotseling afziet van haar getuigenis, tijdens de rechtszitting. Carmen wil de betrekkingen met haar broer Irwan herstellen. Justine voelt zich verraden en heeft nog een appeltje met Carmen te schillen. Er is later na een rechtszaak ook eens in Justine haar auto ingebroken, waar de dieven strikt geheime persoonsgegevens buitmaakten, van onder andere Carmen, Irwan de Rue en Henk Ooms. Wanneer Carmen Justine in een benarde situatie om hulp vraagt, weigert ze welke medewerking dan ook, en zegt dat Carmen het er zelf naar gemaakt had. Justine verklaart tegenover collega Leeflang dat ze het beter vindt dat de criminelen elkaar afschieten dan dat er peperdure zaken aan moeten worden besteed. |                                        |         |              |
| Hajo Bruins | Jim Leeflang 'de Rechercheur'          | 1–5     | 39           |
| Jim is de verantwoordelijke rechercheur om de moord op Frans van Walraven te onderzoeken. Hij wil graag carrière maken en zet alles op alles om de waarheid boven tafel te krijgen, de rechercheur wil alles weten. Jim begint Carmen te schaduwen, maar Carmen is hem steeds te snel af. Dat leidt tot grote frustratie. Aan het einde van seizoen één praat Carmen met de politie en moet ze noodgedwongen naar een schuiladres in het buitenland. Enkele jaren later keert ze terug, ditmaal als kroongetuige in het proces tegen Irwan en Henk Ooms. Jim en Carmen krijgen sympathie voor elkaar. Carmen wordt beschoten wanneer ze boodschappen gaat doen en ze gaat verhaal halen bij justitie. Officier Justine de Heer zegt te weten wie erachter zit, maar kan niets loslaten. Jim wil zijn mond voorbij praten, maar houdt zich in. Carmen trekt zich terug als kroongetuige en keert zich daardoor af van justitie en Jim. Na de dood van Irwan en de ontvoering van Simon wordt Carmen stevig ondervraagd door Jim. Carmen weet Jim echter om de tuin te leiden. Jim heeft een zwak voor Carmen. Na de bekentenissen van Luther wordt Carmen vrijgelaten. Carmen begeeft zich ondertussen in zo'n benarde situatie dat ze justitie om hulp vraagt. Officier van justitie Justine wil niets van haar weten, maar Jim twijfelt. Na de moord op Henk trouwen Carmen en John. Jim moet hen in de gaten houden, maar Carmen weet hem over te halen een dansje met haar te maken. |                                        |         |              |
| Eric Corton | John de Weerdt                         | 2–4     | 23           |
| John leert Carmen kennen wanneer Carmen in de winkel van John gaat werken. Carmen probeert een normaal leven op te bouwen, maar haar verleden blijft haar achtervolgen. Het duurt niet lang voordat John geconfronteerd wordt met de ware aard van Carmen. John en Carmen zijn op dat moment in een relatie, maar John weet niet of hij verder wil. Carmen plaatst ondertussen een aantal dozen met cocaïne in het opslaghok van de winkel. John houdt een tijdje afstand van Carmen, maar maakt het toch weer goed. Carmen neemt John in vertrouwen over alles wat er speelt. John en zijn zoon Koen trekken dan zelfs in bij de familie. Hij is niet blij wanneer hij de cocaïne in zijn winkel vindt. In de slotaflevering van seizoen twee trouwen John en Carmen. In het vierde seizoen ontdekt John dat Boris bewijs heeft verzameld dat erop wijst dat Berry achter de aanslag op Carmen zat. Wanneer John ermee naar justitie gaat, begint Berry hem te bedreigen. Vervolgens arriveert Kai, die John en Koen doodschiet. |                                        |         |              |
| Axel Daeseleire | Marcus Vos                             | 5       | 9            |
| Marcus is een xtc handelaar en de vader van Leon en Davy. In seizoen 5 krijgt hij een relatie met Carmen. Samen proberen ze uit de criminele wereld te stappen. In de slotaflevering van seizoen 5 wordt Marcus door zijn zoon Leon doodgeschoten voor de ogen van Carmen. |                                        |         |              |
| Jacob Derwig | Sjaak Westermaat 'de Coach'            | 4       | 9            |
| Nadat Carmen door Berry's toedoen in coma is beland, neemt 'de Coach' de leiding over in Amsterdam in de drugshandel. Uiteindelijk belandt de Coach in een oorlog met het Mexicaanse kartel en krijgt Carmen de taak om deze oorlog te sussen. De Coach slaagt erin om Boris van Walraven te rekruteren in zijn bende en hersenspoelt hem. Hij laat ook John en Koen de Weerdt in het geheim vermoorden door Kai omdat John Berry zou gaan aangeven. De Coach probeert vervolgens om af te rekenen met het kartel. Hij laat El Amarillo vermoorden door Boris en valt met al zijn mannen de schuilplaats van de Mexicanen aan. Door interventie van Carmen en Luther slaagt Coach er niet in om ook de advocaat te doden en hij en Kai ontsnappen maar net, terwijl de rest van zijn mannen omkomt in het vuurgevecht met het kartel. Daarna nemen Coach en Kai de inmiddels gedeserteerde Boris en zijn vriendin Lisa mee naar België om hen als slaven te verkopen. Nadat Carmen erachter is gekomen waar Boris is, probeert ze hem te bevrijden van de criminelen en vindt er een bloedbad plaats waar een aantal mannen om het leven komt. De Coach en Kai ontsnappen met Lisa en vluchten samen met de vader van de Coach naar zijn oude huis. Carmen krijgt uiteindelijk te horen waar Sjaak zich schuil houdt en vindt hem in het oude huis van zijn vader. Sjaak maakt dan eindelijk duidelijk dat hij en Justine de Heer broer en zus zijn en dat ze al die tijd samengezworen hebben tegen Carmen. Hij probeert vervolgens Carmen aan te vallen met een mes, maar Carmen schiet hem dood. |                                        |         |              |
| Niels Gomperts | Lucien van Walraven                    | 1–5     | 43           |
| Lucien is de oudste zoon van Frans en Carmen. Na de dood van zijn vader ontfermt hij zich grotendeels over zijn broer en zus. Hij krijgt een relatie met Jip en kan bij haar terecht om over zijn gevoelens te praten. Lucien experimenteert samen met Jip met de drugs, xtc. Ze nemen de drugs in het zwembad bij Lucien thuis, alleen krijgt Jip per ongeluk een overdosis binnen. De ambulance kwam al snel en pompte haar maag leeg, ze kon nog gereanimeerd worden. Lucien beloofde hierna zijn leven te zullen beteren. In het tweede seizoen neemt Carmen haar zoon Lucien vaak in vertrouwen over de lopende zaken. Doordat Carmen vanwege haar werk vaak afwezig is, neemt Lucien haar taken thuis over. |                                        |         |              |
| Fedja van Huêt | Irwan de Rue                           | 1–2     | 12           |
| Irwan is de broer van Carmen en de enige zoon van uitbater André en zijn eerste vrouw Fiep. Hij is van jongs af aan in weelde opgegroeid en is nooit tevreden met wat hij heeft. Irwan is dan ook de persoon die zijn zwager Frans ertoe aan heeft gezet 'De Winkel' op te richten. Wanneer Irwan eigenhandig een partij cocaïne van Christian Schiller ontvreemdt, spat de zaak uiteen. Er komt onenigheid tussen de drie partners en wanneer Irwan de partij op op de markt wil brengen, wordt hij door de politie aangehouden voor verboden wapenbezit en verdwijnt in de gevangenis. Na de liquidatie van Frans spoort hij Carmen aan om de leiding van De Zaak tijdelijk over te nemen. Na zijn vrijlating wordt hij door Carmen opgehaald en in zijn hand geschoten omdat ze denkt dat hij achter de moord op Frans zit. Irwan ontkent dit en mag blijven leven. Wanneer Carmen een deal sluit met justitie wordt Irwan alsnog gearesteerd voor zijn betrokkenheid bij drugshandel. Vanuit zijn cel beraamt hij de moord op Carmen omdat zij als kroongetuige tegen hem wil optreden. Hij komt op vrije voeten omdat Carmen op het laatste moment afhaakt als getuige. Na zijn vrijlating trouwt hij met Hanneke die zwanger van hem is. Hij weet met de contacten van Speedy een lijn op te zetten met het Mexicaanse kartel van Rosales. Hij komt echter ook in conflict met Henk Ooms die geld van hem wil. Uiteindelijk wordt hij ontvoerd om te worden doodgeschoten. Hij weet zijn moordenaars te overtuigen zichzelf vrij te kopen, maar na de overhandiging van het geld wordt hij alsnog doodgeschoten. Aan het einde van seizoen 2 blijkt niet Henk Ooms, maar zijn eigen vader achter de moord te zitten omdat hij Carmen in bescherming wil nemen. Hij maakt de geboorte van zijn zoon Irwan jr. niet meer mee. |                                        |         |              |
| Monic Hendrickx | Carmen van Walraven-de Rue 'de Weduwe' | 1–5     | 48           |
| Carmen is de dochter van uitbater André de Rue en zijn eerste vrouw Fiep Homoet. Ze trouwde met scheepsmakelaar Frans van Walraven en kreeg samen met hem drie kinderen, zoons Lucien en Boris, en dochter Natalie. Carmen leefde een onbezorgd luxueus leven, totdat ze ontdekte dat haar man en broer Irwan er een criminele zaak op nahielden. Na de liquidatie van haar echtgenoot moest Carmen noodgedwongen 'De Winkel' overnemen, samen met Steven, want Irwan zat op dat moment vast in de gevangenis. In het eerste seizoen moest Carmen erg wennen en had ze het idee dat ze dit werk niet voor eeuwig zou doen, maar in het tweede seizoen drong tot haar door dat ze nooit meer los zou komen van deze wereld. Door Ooms raakt ze steeds verder van het rechte pad. Op een dag ontvoert Carmen, samen met haar beste vriendin Sandrina, de dochter van Ooms, Pamela samen met Ooms zijn kleinkinderen, vanuit school. Carmen brengt de kinderen terug in ruil voor Simon Zwart, maar ondertussen krijgt Sandrina het aan de stok met Pamela, en vermoordt haar. Als Carmen terugkomt ziet ze dat Pamela dood is, Sandrina ziet dat Simon ook niet mee was, omdat Berry met zijn mannen hem alweer in gijzeling hadden genomen. Carmen beslist op dat moment de pink van Pamela af te knippen en op te sturen naar Ooms als extra herinnering dat zijn dochter wel nog leeft en om alsnog Simon te laten gaan, wat niet gebeurt want de politie valt binnen op het adres waar Zwart verborgen werd gehouden. Op het moment dat Henk Ooms wil vluchten, houdt Carmen hem tegen, met behulp van Rosales en zijn lijfwacht. Op dat moment vertelt Ooms dat hij dus haar biologische vader is, maar door al de pijn en het verdriet besluit Carmen, Ooms alsnog dood te schieten. Na de dood van Ooms ziet Carmen weer wat geluk. John en zij trouwen, heeft de tijdelijk voogdij van Junior en weet samen met Reina en Berry goede zaken te doen. Mede hierdoor probeert ze met behulp van Simon geld wit te wassen, zodat ze er weer "uit" kan. Dit lijkt allemaal te lukken, maar doordat er een mol, Lucas 'Storm' Albema, in haar team zit valt alles als een bom uit elkaar. Rosales vertrouwt haar niet meer en als ook zijn bazen uit Mexico overkomen bedreigen zij Carmen en haar gezin. Ondertussen botst het steeds meer tussen Berry en haar, omdat Carmen het niet eens is met zijn manier van werken en hij niet met die van haar en wanneer Berry uiteindelijk Lucas 'Storm' Albema neerschiet is het voor Carmen klaar. Carmen weet met moeite de hulp in te schakelen van Luther. Ondertussen blijkt dat Simon al die tijd het geld van Carmen op de naam van Louise Zwart heeft gezet, Simons vrouw. Als blijkt dat Simon buiten de deur snoept eist Carmen dat Simon teruggaat naar zijn vrouw, maar hij luistert hier niet naar want hij is Carmen eigenlijk zat. Uiteindelijk weet Carmen de Mexicanen te slim af te zijn en besluit daarna op de vlucht te slaan. Inmiddels hebben Berry en Simon de handen in elkaar geslagen. Wanneer Carmen samen met John en de kinderen wil vluchten hebben zij het geld nodig dat Simon beheert. Wanneer Simon op de afgesproken plek komt om Carmen het geld te geven, blijkt niet Simon, maar Berry in de auto te zitten en schiet Carmen voor de ogen van haar familie neer. Carmen overleeft de aanslag echter en geraakt in coma. Als zij hieruit ontwaakt en wordt ingerekend, vraagt Justine de Heer haar om infiltratie bij het Mexicaanse kartel. Omdat haar zoon Boris ontvoerd is, stemt ze hiermee in. Op deze manier komt Carmen vrij en infiltreert bij het kartel. De Mexicanen blijken Boris echter niet te hebben en het kartel ontmaskert haar echter al snel. Carmen redt zichzelf door samen met het kartel een plan te bedenken om Justine de Heer buitenspel te zetten. Dit mislukt als Boris opduikt en Antonie El Amarillo vermoord. Boris blijkt onderdeel van het team van 'de Coach'. Als Coach Boris ontvoerd, doet Carmen er alles aan hem terug te halen. Ze ontdekt dat Justine de Heer achter zijn verdwijning zit en vermoord Coach. Ze weet dat Justine haar dood wil hebben, en bedenkt een list haar op heterdaad te betrappen. Ze wordt ontvoerd door Jack van Zon en belandt in zijn kelder, waar een confrontatie met Justine volgt. Door een slimme list ontmaskert Carmen Justine die de ontvoering van Boris toegeeft, evenals de moord op John en Koen. In seizoen 5 wordt Carmen op een schip neergeschoten door Leon Vos. Nadat ze in het Water valt wordt er niks meer van haar vernomen waardoor ze ogenschijnlijk lijkt te zijn verdronken, maar dat is niet bevestigd. |                                        |         |              |
| Marcel Hensema | Steven Breusink                        | 1       | 8            |
| Steven kent Frans en Irwan van vroeger, toen ze nog kwajongensstreken uithaalden. Zijn vrouw Sandrina is weer een goede vriendin van Frans zijn vrouw Carmen. Samen hebben ze de leiding over 'De Winkel'. Steven is zwaar aan de drugs verslaafd en kan na de dood van Frans niet de leiding over De Winkel overnemen. Hij wordt door Christian Schiller verantwoordelijk gehouden voor de drugsroof en moet het geld met een boete terugbetalen. Hij krijgt daarom regelmatig bezoek van Berry die hem mishandelt. Steven komt echter niet bij het geld van 'De Winkel' en laat Carmen bedreigen. Hij wordt door Carmen en Luther gezien als een gevaar en vastgehouden. Luther wil hem vermoorden, maar Steven weet te ontsnappen maar wantrouwt Carmen. Uiteindelijk werkt hij met haar mee om een transport cocaïne met Carmen binnen te halen dat hij aan de politie verlinkt. Wanneer hij hoort dat dit transport van Schiller is, helpt hij Carmen het transport alsnog veilig te stellen. De onberekenbare Steven wordt een persona non grata voor Irwan die vanuit zijn cel de opdracht geeft Steven te vermoorden. Hij staat oog in oog met zijn moordenaar Luther, die vanaf zijn motor niet schiet omdat Stevens zoontje erbij is. Hij verdenkt Carmen van de moordaanslag en plaatst een bom onder haar auto. Die gaat af op het moment dat Marleen erin rijdt. Sandrina weet van niets, maar ontdekt uiteindelijk dat haar man verslaafd is aan drugs en te kampen heeft met enorme schulden en de autobom plaatste waarop ze hem verlaat. Wanneer Johan erachter komt dat Steven zijn vrouw heeft vermoord, schiet hij Steven dood. |                                        |         |              |
| Tom Jansen | André de Rue                           | 1–2     | 17           |
| André heeft zijn eigen kroeg en heeft in de loop der jaren een aardig fortuin opgebouwd door zijn illegale zaakjes. Hij heeft zich altijd afzijdig gehouden van de grote jongens en heeft zich daarom kunnen handhaven. Samen met zijn vrouw Fiep kreeg hij drie kinderen, dochters Carmen en Marleen en zoon Irwan. André komt via bepaalde wegen te weten dat zijn zoon en schoonzoon in drugs handelen. Hij is laaiend en maakt duidelijk dat de jongens niet beseffen waar ze mee bezig zijn. Schoonzoon Frans praat met de politie en wil met zijn gezin een nieuw bestaan gaan opbouwen. André wil zijn dochter en kleinkinderen niet kwijtraken en schakelt vertrouwenspersoon Luther in om Frans uit de weg te ruimen. Carmen wil geen contact meer met haar vader wanneer ze dit ontdekt. André wordt gearresteerd. In het tweede seizoen wordt bij André prostaatkanker vastgesteld en hij krijgt nog maar een paar maanden. Vanuit zijn cel probeert hij zijn zaak te delen tussen Irwan en Carmen die hem nog altijd niet wil zien. Wanneer hij erachter komt dat Irwan Carmen uit de weg wil ruimen, grijpt hij in en laat hij Irwan doodschieten. Hij strijdt met Ooms om zijn erfenis en wordt vanwege zijn slechte gezondheid vervroegd vrijgelaten. Hij mag bij zijn ex-vrouw Fiep intrekken. Wanneer zij erachter komt dat hij Irwan heeft laten vermoorden laat ze hem alleen sterven. Hij heeft nooit geweten dat Carmen niet zijn dochter was, maar die van Henk Ooms. |                                        |         |              |
| Marwan Kenzari | Mustafa 'Moes' Eski                    | 2       | 8            |
| Mustafa, beter bekend bij vrienden als Moes, werkt als barman bij club air, de uitgaansgelegenheid waarvan Irwan de Rue de baas is. Natalie is het ouderlijk huis ontvlucht en solliciteert in Amsterdam voor een baan achter de bar, en dus bij die club. Moes gaat akkoord. Irwan is verrast om zijn nichtje achter de bar te zien, in zijn club. Irwan zegt ook tegen Moes, dat hij een oogje in het zeil moet houden, maar Moes houdt er meerdere vriendinnen op na. Natalie vindt Moes wel aantrekkelijk en weet hem te verleiden. Ze trekt later zelfs een tijd bij hem in. Moes blijkt er echter andere vriendinnen op na houden. Natalie is ongelukkig met wat er allemaal weer is gebeurd, in de periode dat ze terug is in Nederland, op dat moment ontdekte ze in de woning van Moes, een zak met xtc-pillen en flessen drank. Natalie neemt een overdosis. Na dit voorval verdween Moes uit beeld. Moes opent in de slotaflevering van seizoen twee opnieuw de deuren van zijn huis voor Natalie, op dat moment is er al een andere meid bij Moes, wat bevestigt dat Natalie wist dat hij haar alleen maar voor de seks gebruikte, en vertrekt weer. |                                        |         |              |
| Ward Kerremans | Leon Vos                               | 5       | 6            |
| Leon is een zoon van Marcus Vos en de halfbroer van Davy. In seizoen 5 probeert Leon Carmen’s plaats over te nemen. Door zijn slimme aanpak weet hij het Mexicaanse kartel te overtuigen en krijgt hij een kans om zich te bewijzen, Tot grote ergernis van Carmen, in de slot aflevering schiet Leon Carmen dood waarna hij zelf ook wordt doodgeschoten door Luther. |                                        |         |              |
| Joost Koning | Koen de Weerdt                         | 2–4     | 21           |
| Koen is de zoon van John. In het tweede seizoen keerde het gezin Van Walraven terug naar Nederland, Koen werd goed bevriend met Boris van Walraven, die dan ook bij elkaar in de klas zitten. De vader van Koen, John, kreeg niet veel later een relatie met Carmen. Op school vertelde Boris op een dag wat er zich allemaal in zijn familie heeft afgespeeld. Koen was daarvan erg geschrokken, eveneens als John, die het weer later van Koen hoorde. Carmen kan het Boris niet kwalijk nemen dat hij er open over had gepraat. Uiteindelijk kunnen Koen en John leven met de geschiedenis van de familie Van Walraven. Aan het einde van seizoen twee in de slotaflevering, gaven John en Carmen elkaar het jawoord. Koen was blij met de nieuwe samenstelling, een gezin. Tijdens het derde seizoen komen Koen en Boris in de problemen als ze onder invloed van drugs een jongen aanrijden. Koen is aanwezig op het moment dat Kai zijn vader doodschiet en wordt enkele momenten later ook zelf doodgeschoten. |                                        |         |              |
| Johnny de Mol | Johan Kruimel                          | 1       | 8            |
| Johan was de vriend van Marleen, in het eerste seizoen gingen ze ook trouwen. Johan was dus Carmen en Irwan hun zwager, maar Johan moest niets van De Winkel en alles eromheen, afweten. Hij had wel een goede band met Natalie die onlangs ook nog eens haar vader, Johans zwager dus ook, had verloren. Johan uitten zijn emotie in schilderen wat Natalie ook erg aantrok, op een gegeven moment kreeg Natalie gevoelens voor Johan en dacht dat Johan dat ook voelde, waardoor ze hem op een moment begon te zoenen. Maar Johan stopte direct en zei dit kan niet, hij houdt van Marleen, wat overigens haar eigen tante was. Natalie was er verdrietig onder en werd steeds meer labiel. Aan het einde van het eerste seizoen wordt zijn vrouw vermoord. Johan komt erachter dat Steven dat op zijn geweten had, hij ging toen bij hem langs, en schoot Steven dood. De politie was snel ter plaatse en pakte Johan op. |                                        |         |              |
| Marcel Musters | Simon Zwart                            | 2–4     | 26           |
| Simon Zwart komt in beeld tijdens seizoen twee, waar hij de zaken omtrent de erfenis van André de Rue moet regelen. Al snel zit Henk Ooms achter hem aan, omdat hij vindt dat hij recht had op die erfenis. Later geeft Ooms, Berry orders tot een gijzeling van Zwart. Berry en zijn mannen houden hem een hele tijd vast, onder dwang willen ze hem die papieren van de erfenis laten tekenen. Al snel komt Carmen samen met Sandrina in actie en ontvoeren ze Pamela en haar kinderen, Ooms zijn dochter en kleinkinderen. In ruil voor Simon Zwart, ongedeerd en wel. Als Carmen de kinderen terugbrengt bij Berry en Simon meeneemt, weten Berry en zijn mannen hun weer op te sporen via een zender die ze bij Simon in zijn zak hadden verstopt. Eenmaal weer vastgebonden en wel terug op een onbekend adres, zet Ooms, Zwart nog één keer onder druk om die papieren te tekenen, maar Simon Zwart tekent niet. De volgende dag valt de politie binnen en neemt Zwart mee. In seizoen 3 moet Zwart het geld van Carmen witwassen zodat ze met pensioen kan. Hij zoekt investeerders voor een bouwproject. Hij komt door zijn vrouw Louisa in problemen. Op papier is zij eigenaar van alle rekeningen en bedrijven van Zwart en zij draait de geldkraan dicht na een affaire van haar man met Sandrina. Wanneer Carmen dit regelt en zij alsnog de 12 miljoen voor het bouwproject krijgt, houdt Zwart (die aan de cocaïne zit) dit geld voor haar achter. Carmen doorziet het verraad en eist het geld op. Daarop sluit Zwart een verband met Berry en geeft hem de opdracht Carmen te vermoorden. Als Carmen nog blijkt te leven, sluit Simon zichzelf op in zijn huis, waar hij kapot gaat aan cocaïne. Als Carmen hem kapot aantreft om haar geld op te halen, stuurt ze haar moeder Fiep op hem af. Zwart valt echter niet meer te redden en ook het geld van Carmen blijkt verpulverd te zijn. Fiep adviseert Simon zelfmoord te plegen, maar als hij dit niet durft besluiten Fiep en Luther het karwei zelf op te knappen. Zwart wordt dood aangetroffen in bad. |                                        |         |              |
| Gijs Naber | Lucas 'Storm' Albema                   | 3–5     | 26           |
| Een werknemer van de Weduwe, die er een eigen geheime agenda op nahoudt. Hij is in werkelijkheid een politieagent. In seizoen vijf wil Storm uit de criminele wereld stappen en probeert dit door te praten met de politie. Als het Mexicaanse Kartel hier lucht van krijgt sturen ze Berrie op Storm af om hem af te maken. |                                        |         |              |
| Sigrid ten Napel | Natalie van Walraven                   | 1–5     | 44           |
| Natalie is het tweede kind van Frans en Carmen en is het oogappeltje van haar vader. Ze weet dan ook niet wat ze met haar leven aan moet als haar vader dood is. Natalie neemt het haar moeder kwalijk, wanneer zij net zoals haar vader begint te worden. Ze vindt troost bij haar oom Johan Kruimel. Natalie wordt verliefd op Johan en probeert op allerlei manieren bij hem in de buurt te zijn. Johan en Natalie delen hun passie voor de kunst. Johan laat zich kussen door Natalie, maar haakt af omdat hij van Marleen houdt. Natalie is hierdoor intens verdrietig, maar heeft weinig tijd om te treuren wanneer ze wordt ontvoerd door Berry. Hoewel hij haar gevangen houdt, ontstaat er een band tussen Natalie en Berry. Natalie wordt uiteindelijk na een deal weer vrijgelaten. Nadat Carmen de politie over alles heeft ingelicht, vertrekt het gezin Van Walraven naar het buitenland. Ze keren terug wanneer Natalie een zelfmoordpoging doet. Terug in Nederland wordt Natalie opstandig tegen haar moeder en gaat ze aan het werk in de bar van haar oom Irwan. Natalie ontmoet Moes en heeft een aantal keren seks met hem. Ze ziet het leven echter niet meer zitten en ontdekt in Moes' appartement drugs en drank. Natalie wordt door Berry naar het ziekenhuis gebracht en overleeft het voorval op het nippertje. Ze wordt naar een inrichting gebracht, waar ze beste vrienden wordt met Joyce. Wat begint als een grapje, eindigt in realiteit wanneer Joyce haar polsen doorsnijdt. Natalie wordt weer met beide benen op de grond gezet en kan de inrichting weer verlaten. Mede met de hulp van Natalie weet Carmen voor elkaar te krijgen dat Berry overloopt van Ooms naar haar. Nathalie bevalt in het vierde seizoen van een dochter Phileine. |                                        |         |              |
| Willem Nijholt | Henk Ooms 'de Boekhouder'              | 2       | 10           |
| Henk is een oude jeugdliefde van Fiep Homoet en blijkt later ook de vader te zijn van Carmen. Hij is een groot crimineel en heeft onder anderen Berry onder zijn hoede. Irwan heeft nog schulden bij Henk en Berry probeert de twee miljoen euro van hem terug te krijgen. Henk wil dit geld weer in handen krijgen. Wanneer hij erachter komt dat André via de verkoop van de botenwinkel zijn erfenis veilig wil stellen, wil Henk hier meer van weten. Irwan probeert met de hulp van notaris Simon Zwart ervoor te zorgen dat het pandje meerdere keren over de kop gaat. Henk ontvoert Simon Zwart en laat hem martelen door Berry. Simon geeft niet toe. Als represaille op de ontvoering van Simon ontvoert Carmen Henks dochter Pamela en haar twee kinderen. Henk voelt zich in het nauw gedreven. Simon wordt vrijgelaten, maar Pamela komt na een gevecht met Sandrina om het leven. Carmen weet dat Henk haar uit de weg zal ruimen als blijkt dat zij Pamela heeft vermoord tijdens de ontvoering. Luther is ervan overtuigd dat Carmen Henk moet omleggen om zich te kunnen handhaven. Henks volgeling Berry loopt over en Carmen schiet Henk neer wanneer hij naar het buitenland wil vluchten met een privéjet. |                                        |         |              |
| Filip Peeters | Christian Schiller 'de Belg'           | 1       | 5            |
| Christian Schiller is de topcrimineel uit het eerste seizoen, zijn bijnaam in de Amsterdamse onderwereld is 'de Belg'. Voor het oog is Schiller een eigenaar van een luxe restaurant, maar in feite is hij een keiharde drugsdealer. Wanneer Steven en Irwan een grote partij drugs van hem rippen, houdt hij Carmen en Steven verantwoordelijk. Steven moet zijn deel terugbetalen met een boete, Carmen wordt gedwongen de lijn van De Zaak te gebruiken om een transport voor Schiller binnen te halen. Schiller zelf staat ook onder enorme druk. Doordat zijn partij is gestolen heeft hij betalingsproblemen bij de Joegoslavische maffia en er wordt een vinger van hem afgeknipt. Voor Schiller is het duidelijk dat hij Carmen niet meer kan laten lopen en hij eist van haar dat ze meer transporten voor hem regelt. Carmen realiseert zich dat ze nooit van Schiller zal afkomen. Wanneer ze de geripte partij drugs terugvindt, geeft ze die terug aan Schiller. Na afscheid te hebben genomen wordt Schiller voor zijn auto door Luther doodgeschoten. |                                        |         |              |
| Chris Peters | Davy Vos                               | 5       | 5            |
| Davy is een zoon van Marcus Vos. Zijn vader Marcus probeert hem weg te houden van zijn zaken, omdat hij niet wil dat Davy in de criminaliteit terechtkomt. Davy wordt echter overtuigd door zijn halfbroer Leon om hem te helpen met diens persoonlijke criminele acties. Zo neemt hij de schuld op zich voor een paar moorden die Leon gepleegd heeft en levert hij steelt hij chemicaliën van zijn vader die door Leon worden gebruikt om de cocaïne van Carmen te vergiftigen. Leon weekt Davy los van hun vader en Davy sluit zich bij de bende van Leon aan. Davy is echter woedend wanneer Leon hem als koerier naar een deal stuurt en hij bijna door Luther wordt neergeschoten. Wanneer ook nog blijkt dat hij slechts als afleiding diende en niet eens de echte handelswaar bij had is de maat vol en Davy besluit Leons bende te verlaten. Wanneer hij Leons schuilplaats verlaat wordt hij opgewacht door Boris, wiens vriendin Lisa was overleden door de vergiftigde cocaïne. Davy probeert uit te leggen dat het een ongeluk was maar Boris, die uit is op wraak, schiet Davy neer, die niet lang daarna aan de wonden overlijdt. |                                        |         |              |
| Loek Peters | Berry Reitens 'de Kale'                | 1–5     | 41           |
| Berry is de hersenloze klerenkast zoals Carmen hem noemt. Berry werkte in het eerste seizoen voor maffiabaas Schiller, die Carmen wegwijs maakte in het criminele circuit. Berry zorgt dat de vuile klusjes van 'de Belg' worden opgeknapt. Hij ontvoerde toen ook Carmens dochter Natalie voor een paar dagen, totdat 'het transport' klaar was, wat Carmen samen met Steven moest regelen, als aflossing. In het tweede seizoen werkte Berry voor maffiabaas Henk Ooms, voor wie Berry dan ook weer de vuile klusjes mag opknappen. Aan het einde van seizoen twee, sluit hij een verbond met Carmen, waardoor hij uiteindelijk dus voor haar kiest, Carmen kwam erachter dat juist Berry, Natalie naar het ziekenhuis had gebracht toen zij zelfmoord had geprobeerd te plegen, en zag dat hij dus toch menselijk was. Uiteindelijk verraadt hij Ooms en sluit hij zich aan bij Carmen. In seizoen drie wordt duidelijk dat Carmen met pensioen wil en de zaken aan Berry wil overdragen. Dat loopt vertraging op wanneer Berry oorlog maakt met de Joegoslavische maffia. Berry trekt vervolgens zijn eigen plan. Zo schiet hij eigenhandig Storm neer omdat die met de politie praat. Uiteindelijk sluit hij een verbond met Zwart en schiet hij Carmen neer. In het vierde seizoen heeft Berry zich aangesloten bij de groep van zijn jeugdvriend Sjaak "de Coach". Carmen neemt geen wraak op Berry voor de aanslag maar probeert hem te overtuigen voor haar te spioneren binnen het netwerk van Coach. Berry is aanwezig als Kai in opdracht van de Coach John en Koen de Weerdt vermoord en ziet ook hoe de Coach Boris van Walraven hersenspoelt en langzaam in een moordenaar verandert. Deze dingen zorgen dat Berry inziet dat de Coach voor niks terugdeinst en hij loopt langzaam maar zeker weer naar Carmen over. Hij slaagt erin Boris uiteindelijk los te weken van de Coach en helpt later Carmen om de Coach op te sporen nadat hij is gevlucht. Later wanneer Jack van Zon Carmen ontvoert probeert hij tussenbeide te komen, maar van Zon schiet hem neer. Luther ontdekt de zwaargewonde Berry echter op tijd zodat de dokters hem kunnen behandelen. |                                        |         |              |
| Maartje Remmers | Marleen Kruimel-de Rue                 | 1       | 7            |
| Marleen is de zus van Carmen en jongste dochter van André en Fiep. In het eerste seizoen ging ze trouwen met Johan. Tijdens die bruiloft glipt Irwan ervandoor, met dat dus als dekmantel, om de lading binnen te halen, wat net even anders liep. Hij werd op dat moment klem gereden door de politie, en komt vast te zitten in de gevangenis. Marleen wil ook niets weten van wat er zich allemaal afspeelt in dat 'wereldje'. Maar voor haar zus doet ze een gunst, die Carmen enorm zal helpen. Marleen doet zich voor als Carmen. Bij Carmens huis stapt ze in de auto van Carmen, met Carmens zonnebril op, ook haar jas en sjaal om en tas bij zich. Om zo de technische recherche die al dagen voor het huis van Carmen staat te posten, af te schudden zodat Carmen vrij kan gaan en staan waar ze wil. Een paar kilometer verderop gaat er echter een telefoon bij Marleen in Carmens auto. Hij blijkt in het dashboardkastje te liggen. Ze pakt hem en als ze ziet dat er snoeren aan zitten, weet ze al genoeg. De bom gaat af en de hele auto explodeert. De politie ontdekt dat het Marleen was en niet Carmen en ze gaan Carmen het slechte nieuws brengen. Pas later komt Carmen erachter dat het dus Steven was die die bom had laten plaatsen, niet wetend dat Marleen in plaats van Carmen erin zou zitten. |                                        |         |              |
| Peggy Jane de Schepper | Hanneke de Rue-Bannink                 | 1–2     | 15           |
| Hanneke is een goede vriendin van Sandrina en Carmen, al vanaf hun jeugd. In het tweede seizoen had Hanneke een groter aandeel, wanneer ze in de gevangenis trouwde met Irwan de Rue. Op dat moment was ze van hem in verwachting. Hanneke had gehoopt op een rustig leven, met haar man en kind op komst, op te bouwen, maar Irwan heeft nog steeds diverse vijanden. Na de vrijlating van Irwan krijgt Hanneke bezoek van Berry, die haar wat dreigt aan te doen. Hanneke staat doodsangsten uit wanneer bekend wordt dat Irwan ontvoerd is. Ze verdenkt Carmen hiervan, wat later niet het geval bleek te zijn. Irwan wordt dood aangetroffen en Hanneke wijst naar Carmen. Hanneke bevalt van een zoon, die ze de naam Irwan junior meegeeft. Ze verklaart tegenover de politie dat Carmen heeft gezegd Irwan te zullen vermoorden. Carmen maakt zich juist zorgen om Hanneke, omdat ze totaal geen interesse in de baby toont. Hanneke verschoont 'junior' niet en gaat zonder oppas te regelen de deur uit. Wanneer Carmen vrijkomt is ze het zat en wil ze dat Hanneke per direct uit haar villa gaat. Hanneke vertrekt dan ook en gaat weer in de garage van haar vader wonen. Pas later als Carmen gaat kijken hoe het nu gesteld is met Hanneke en Irwan junior, maakt ze al snel een verwarde indruk. Als Carmen een paar keer vraagt waar Junior is reageert Hanneke niet, tot het moment dat Hanneke in een soort shock zegt dat hij nog thuis is, bij Carmen thuis dus, de villa die Hanneke moest verlaten van Carmen, waar dus al dagen niemand geweest was. Carmen belt Jim Leeflang dat hij moet gaan kijken hoe het is bij haar thuis. Junior mankeerde niets. |                                        |         |              |
| Medina Schuurman | Sandrina Breusink-Ritchie              | 1–5     | 36           |
| Sandrina was getrouwd met Steven Breusink en heeft samen met hem een zoontje. Ze leeft een onbezorgd leventje, totdat ze ontdekt waar haar man al een tijdje mee bezig is. Steven bezat een viswinkel en heeft zich ingelaten met Frans en Irwan. Hij is ernstig aan de drugs verslaafd en heeft schulden bij Schiller. Sandrina beseft dat Steven gechanteerd wordt wanneer haar huis was leeggehaald, toen ze thuis kwam. Steven begint een vete tegen Carmen, omdat Steven volgens Carmen overal wordt buitengesloten. Daardoor moet Sandrina een tijdje haar vriendin missen. Uiteindelijk wordt Steven vermoord door Johan Kruimel en blijft Sandrina achter met enorme schulden. Sandrina komt in de reclassering terecht, ze woont later drie hoog in een flat. Na twee jaar afwezigheid kan Sandrina haar vriendin Carmen weer in de armen sluiten. Een andere vriendin Hanneke is zwanger van Irwan. Na de bevalling leidt Hanneke aan depressies en vreest Sandrina voor het leven van de pasgeborene. Sandrina wordt in een moeilijke situatie gebracht wanneer Hanneke, Carmen beschuldigt van de moord op Irwan, haar eigen broer. Ze kiest geen kant. Carmen weet Sandrina over te halen om samen Pamela Ooms en haar kinderen te ontvoeren, om Ooms onderdruk te zetten voor Simon Zwart vrij te laten. Tijdens de ontvoering weet Pamela te ontsnappen en komt het tot een handgemeen met Sandrina. Sandrina vermoordt Pamela zonder opzet en ze begraven haar in het bos. Sandrina voelt zich schuldig en moet zien te leven met dit grote geheim. Op zekere dag wordt Sandrina echter geconfronteerd met de moord op Pamela Ooms, als vastgoedmagnaat Jack van Zon in zee gaat met Simon Zwart, waar Sandrina op dat moment een relatie mee heeft. Van Zon blijkt de weduwnaar te zijn van Pamela. Als Sandrina door hem wordt uitgenodigd een schilderij uit haar galerij te komen bezorgen, ziet Sandrina een schilderij van Pamela hangen en confronteert Van Zon haar met de verdwijning van zijn vrouw. Hetzelfde schilderij ziet Sandrina een aantal dagen later ook in haar eigen huis aan de muur hangen. Sandrina weet zich geen raad en besluit het aan Carmen te vertellen, als blijkt dat al het geld van Simon Zwart van zijn rekening is gehaald door Van Zon. Echter komt hij hier snel op terug en stelt Sandrina een keuze. Sandrina wordt gegijzeld en meegenomen naar het vakantiepark waar zij en Carmen ooit ook Pamela en haar kinderen vasthielden. In ruil hiervoor zou het geld van Simon Zwart terugkeren. Sandrina weet echter geen antwoord meer te geven op de vraag waar Pamela Ooms begraven ligt. Ze wordt bewusteloos geslagen met een schep en vastgebonden op de plek waar Pamela ooit ook werd vastgebonden. Van Zon stelt Carmen een ultimatum en knipt Sandrina de pink af. Vervolgens wordt ze op de grond gegooid op de plek waar zij ooit het lijk van Pamela zou hebben gedumpt. Als Carmen onder dwang van een mes moet uitleggen wat er met Pamela is gebeurd, ziet Sandrina haar kans schoon en grijpt het pistool dat Carmen op de bar had achtergelaten. Carmen weet haar nog net op tijd rustig te krijgen en haar ervan te overtuigen Van Zon niet neer te schieten. Van Zon beseft wat hij in zijn blinde paniek bewerkstelligd heeft en geeft aan dat het oké is en dat Carmen Sandrina weer mee naar huis mag nemen. Tijdens Carmens infiltratie helpt Sandrina haar met het drugstransport en biedt ze haar atelier aan als opslagplaats. Samen met Jack van Zon haalt ze enkele ladingen drugs op. Ze gaat bij hem inwonen en zorgt voor zijn kinderen. Ze komt er echter achter dat Jack doordraait en waarschuwt Carmen. Jack merkt dit en bindt haar vast in zijn huis. Zijn kinderen vinden Sandrina uiteindelijk en maken haar los, zodat zij de politie kan bellen en Jack en Justine kan laten inrekenen. |                                        |         |              |
| Pieter van der Sman | Stefan Mijdenveld 'De Snor'            | 2–3     | 11           |
| De snor is zijn bijnaam/codenaam in de onderwereld, hij is de spion die bij de politie zit die vertrouwelijke informatie vanuit daar doorspeelde aan Henk Ooms. Stefan is geregeld aanwezig tijdens ondervragingen, zo ook bij die van Carmen, waar hij verschillende handgebaren maakt, om Carmen ervan te weerhouden dat ze zich zou overgeven. De politie wordt steeds argwanender op Stefan als er blijkt dat er een infiltrant op de zaak zit. Aan 't einde van het tweede seizoen werd De Snor opgehaald door Berry met de mededeling: dat hij het niet erg zou vinden om voor een vrouw te moeten werken. Dat met een knipoog naar het derde seizoen, waarin Carmen dan aan de top staat, nu maffiabaas Henk Ooms uit de weg is geruimd, mede door toedoen van haarzelf. De snor laat het dossier van Luther verdwijnen waardoor die vrijkomt, maar loopt zelf tegen de lamp. Hij wordt daarop door Berry vermoord met een plastic zak. |                                        |         |              |
| Stijn Taverne | Boris van Walraven                     | 1–5     | 44           |
| Boris is de jongste zoon van Frans en Carmen. Toen zijn vader nog leefde nam Boris zijn vaders pistool mee naar school, om zijn knikkers terug te vragen, die een andere klasgenoot hem afhandig had gemaakt. Carmen was laaiend. Op een ochtend wou Frans Boris naar school brengen. Op het moment dat ze naar de auto toe lopen wordt Frans voor de ogen van Boris doodgeschoten. Na het overlijden van zijn vader ontfermt Luther zich over hem. Boris moet ook met een mevrouw van de afdeling kinderpsychiatrie praten over wat er allemaal gebeurd is omtrent het overlijden van zijn vader Frans. Er kwam niet veel goeds uit. Boris werd er stil van en keerde helemaal in zichzelf. Carmen besloot Boris er niet meer heen te brengen, maar als Boris een paar 'ongelukjes' krijgt met broekplassen en dit nog eens gebeurde toen Luther de kroeg van André binnen kwam, met zijn motorhelm op, kwamen ze er op dat moment achter dat Luther Frans dus had vermoord. In het tweede seizoen keert het gezin Van Walraven terug naar Nederland en wordt Boris goede vrienden met Koen de Weerdt. De vader van Koen, John, krijgt niet veel later een relatie met Carmen. Op school vertelt Boris op een dag wat er zich allemaal in zijn familie heeft afgespeeld. Koen is geschrokken, evenals John. Carmen kan het Boris niet kwalijk nemen. Uiteindelijk kunnen Koen en John leven met de geschiedenis van de familie Van Walraven en worden ze een gezin. |                                        |         |              |
| Raymond Thiry | Nicolaas Luther                        | 1–5     | 39           |
| Luther en Carmen kennen elkaar al sinds jaar en dag en delen een goede vriendschap met elkaar. Luther is stiekem al jaren op haar verliefd en heeft het nooit kunnen verkroppen dat Carmen voor Frans heeft gekozen. André heeft Luther onder zijn hoede genomen toen hij jong was en Luther heeft zijn meester sindsdien gediend. Luther vermoordt in opdracht van André, Frans van Walraven. Ook berooft hij Christian Schiller, die in de drugshandel zat, van het leven, wanneer Schiller Carmen het leven zuur maakt. De relatie van Luther en Carmen overwint het voorval met Frans en in het tweede seizoen staat Luther Carmen bij in haar gevecht. Hij regelt de beveiliging en staat haar af en toe bij wanneer ze bedreigd wordt. Luther laat een sprankje van jaloezie zien wanneer hij ontdekt dat Carmen een relatie heeft met John. Carmen wordt door justitie aangeklaagd voor diverse zaken. Luther besluit zich aan te geven voor alle zaken waar Carmen van wordt verdacht. Carmen komt hiermee op vrije voeten. Vanuit de gevangenis probeert Luther Carmen te helpen bij beslissingen. Hij is diegene die Carmen ertoe aanzet Ooms te vermoorden. In het derde seizoen laat Carmen het dossier dat het OM van Luther heeft verdwijnen, zodat hij na een hoger beroep op vrije voeten komt. Hij neemt afscheid van het criminele circuit, maar wordt door Fiep overgehaald om Carmen toch weer bij te staan. Hij redt Carmen uit een schietpartij tussen de politie en het Mexicaanse drugskartel, bevrijdt Lucien uit de handen van de Joegoslavische maffia en schiet de Mexicaanse bende van Rosales dood. Daarnaast helpt hij Carmen om 600 kilo cocaïne van de politie te stelen. Hij weigert echter in opdracht van Fiep John dood te schieten omdat die met justitie heeft gesproken. Hij helpt haar vervolgens haar drie kinderen uit handen van Speedy te bevrijden en raakt daarbij ernstig gewond. Hij laat Carmen ontsnappen door zwaargewond de politie tegemoet te rijden en zichzelf te laten inrekenen. In het vierde seizoen zit Luther nog steeds in de gevangenis, maar Justine de Heer zorgt dat hij vrijkomt zodat hij Carmen kan helpen met haar infiltratie bij het Mexicaans kartel. Fiep en Luther besluiten later om wraak te nemen op Simon Zwart en Berry Reitens die een aanslag op Carmen hadden gepleegd. De twee vermoorden Zwart en Carmen betrapt hen terwijl ze ook Berry proberen te vermoorden. Carmen is woedend op de twee en stuurt ze weg. Dit wordt bijgelegd nadat Luther een neergeschoten Berry redt door hem op tijd aan ziekenhuis personeel over te dragen. Hij is er ook bij als Natalie haar dochter aan de familie introduceert. |                                        |         |              |
| Eva van de Wijdeven | Reina Pasalic                          | 2–3     | 10           |
| Reina heeft haar eigen souvenirwinkel als onderpand, ze werkt samen met Irwan de Rue. Irwan wil in drugs gaan handelen en neemt een grote hoeveelheid af van Rosales. Het was de bedoeling dat Speedy, Reina's vriend die op dat moment gevangen zat, de klus zou gaan regelen, maar dat ging niet. Reina slaat de drugs op in haar opslagkelder. Irwan komt te overlijden en Reina polst Carmen. Carmen is geschrokken als ze ontdekt om hoeveel drugs het gaat. Reina en Carmen moeten binnen een korte periode het verschuldigde geldbedrag aan Rosales terugbetalen. Beiden weten niet hoe ze van de drugs af moeten komen. Carmen weet via via toch geld te regelen om de betalingen te verrichten. In ruil krijgt Carmen ook bescherming van Rosales. In seizoen 3 werken Carmen en Reina samen in de handel met Rosales. Ze gebruiken de lijn van Irwan en Speedy. Reina heeft een relatie met Lucien en is zelfs zwanger van hem. Ze verspreekt zich in gesprek met Speedy door hem Luus te noemen. Dan wordt Reina ontvoerd door Milo, Nikola Zarko wil de lijn van Carmen overnemen. Carmen geeft hem een verkeerd containernummer omdat ze denkt te weten waar Reina vastgehouden wordt. Maar ze is te laat. Reina wordt door Milo geliquideerd. |                                        |         |              |
| Mads Wittermans | Raul Willems 'Speedy'                  | 2–3     | 13           |
| Speedy zit aan het begin van seizoen 2 samen met Irwan in de cel. Ze raken bevriend en plannen een handeltje vanuit de gevangenis met Rosales. Hier wordt Reina, op dat moment de vriendin van Speedy, bij betrokken. Als Rosales zijn geld wil zien is Irwan geliquideerd en zit Speedy nog in de cel. Reina schakelt Carmen in op dit probleem op te lossen. We horen begin seizoen 3 weer van Speedy. Ondertussen heeft Carmen samen met Reina de lijn met Rosales helemaal overgenomen en heeft Reina een relatie met Lucien. Als Speedy vrij komt hoort hij over de relatie van Reina en Lucien en dat Reina dood is. Rosales zegt hem dat Carmen er verantwoordelijk voor is en geeft hem de opdracht haar en haar familie te liquideren. Hij krijgt bezoek van het kartel met de opdracht om zowel Rosales als Carmen en haar familie op te ruimen en zo een plekje in het kartel te veroveren. Hiervoor heeft hij wat mankracht van het kartel tot zijn beschikking. Hij vermoordt Rosales en ontvoert de kinderen van Carmen. Hij eist van Carmen de coke die ze van zijn lijn heeft verdiend, in ruil voor haar kinderen. Tijdens de overdracht wordt Speedy uitgeschakeld door Carmen zelf. |                                        |         |              |
| Olga Zuiderhoek | Fiep Homoet                            | 1–5     | 40           |
| Fiep is de moeder van Carmen, Irwan en Marleen. de eerste vrouw van André de Rue. Ze steunt haar ex-man in alles wat hij doet. Ondanks dat dit betekent dat ze haar dochter Marleen verliest bij een bomaanslag. Ze neemt André weer in huis wanneer hij doodziek vervroegd wordt vrijgelaten. Wanneer ze ontdekt dat haar zoon Irwan in opdracht van André is vermoord, laat ze hem alleen sterven. Het geheim dat Fiep met zich meedraagt en haar dochter uiteindelijk vertelt aan 't einde van seizoen 2, is dat ze ook ooit met Henk Ooms ging, net voordat ze met André ging, maar ze was al zwanger van Ooms. Daar kwam dus Carmen uit voort. André heeft dit nooit geweten, Fiep durfde het niet te vertellen, zelfs niet toen ze aan zijn sterfbed zat. André had dit ook nooit geaccepteerd. Ze trekt in bij Carmen en John en speelt een cruciale rol in seizoen drie. Zo haalt ze Luther weer bij De Zaak om Carmen te beschermen en staat ze zelf op het punt om eigenhandig John dood te schieten omdat die met justitie heeft gepraat. |                                        |         |              |

* Het personage Frans van Walraven sterft al in de tweede aflevering van het eerste seizoen. Toch is het personage het hele seizoen te zien, via niet eerder vertoonde flashbacks en een zelf opgenomen filmpje. Acda zou voor één scène terugkeren in het derde seizoen, maar uiteindelijk werd besloten deze scène niet in de aflevering te verwerken.

## Bijrollen
| Acteur                   | Personage                      | Aantal afleveringen | Aantal afleveringen | Aantal afleveringen | Aantal afleveringen | Aantal afleveringen | Aantal afleveringen |
| Acteur                   | Personage                      | S1                  | S2                  | S3                  | S4                  | S5                  | Totaal              |
| ------------------------ | ------------------------------ | ------------------- | ------------------- | ------------------- | ------------------- | ------------------- | ------------------- |
| Gustav Borreman          | Dwayne Bresler                 |                     | 6                   | 7                   | 3                   | 5                   | 21                  |
| Hubert Fermin            | Ferdinand Dubois 'de Advocaat' |                     |                     | 3                   | 9                   | 6                   | 18                  |
| Sam van Kranenburg       | Conchita Hernández             |                     |                     | 3                   | 9                   | 5                   | 17                  |
| Charles Alvez da Cruz    | Antonie El Amarillo            |                     |                     | 4                   | 7                   |                     | 11                  |
| Sol Vinken               | Kai Westermaat                 | 1                   |                     |                     | 9                   |                     | 10                  |
| Mandela Wee Wee          | Stanley Witman                 |                     |                     |                     | 10                  |                     | 10                  |
| Gabriel Aguilera         | Diego Rosales                  |                     | 3                   | 6                   |                     |                     | 9                   |
| Khadija El Kharraz Alami | Aisha Amrani                   |                     |                     |                     | 9                   |                     | 9                   |
| Jet Gardner              | Lisa Visser                    |                     |                     |                     | 5                   | 4                   | 9                   |
| John Leddy               | Cor Westermaat                 |                     |                     |                     | 8                   |                     | 8                   |
| Roos Wiltink             | Laura Meerdink                 |                     |                     | 7                   |                     |                     | 7                   |
| Nadia Amin               | Juut Vermeulen                 |                     |                     |                     |                     | 7                   | 7                   |
| Denise Rebergen          | Jip van Woensel                | 6                   |                     |                     |                     |                     | 6                   |
| Loes Wouterson           | Louise Zwart                   |                     |                     | 6                   |                     |                     | 6                   |
| Mark Kraan               | Milo Petrovic                  |                     |                     | 6                   |                     |                     | 6                   |
| Dimme Treurniet          | Frits Jacobs                   |                     |                     |                     | 5                   | 1                   | 6                   |
| Jade Olieberg            | Sara de Graaff                 |                     |                     |                     |                     | 6                   | 6                   |
| Jack Vecht               | Ed Albema                      |                     |                     |                     |                     | 6                   | 6                   |
| Rosa Reuten              | Felicity Reuver                | 5                   |                     |                     |                     |                     | 5                   |
| Huub Smit                | Robbie de Haan                 |                     |                     |                     | 5                   |                     | 5                   |
| Sonja Silva              | Amanda Fabricio                |                     |                     |                     |                     | 5                   | 5                   |
| Eva Duijvestein          | Pamela van Zon-Ooms            |                     | 4                   |                     |                     |                     | 4                   |
| Kuno Bakker              | Nico Ribbens                   |                     | 4                   |                     |                     |                     | 4                   |
| Janni Goslinga           | Annet Witterveen               |                     |                     | 4                   |                     |                     | 4                   |
| Anniek Pheifer           | Deborah Korija                 |                     |                     | 4                   |                     |                     | 4                   |
| Maui Keanu Husslage      | Sidar Roggeveen                |                     |                     |                     | 4                   |                     | 4                   |
| Vitali Oussanov          | Nikola Zarko                   |                     |                     | 3                   |                     |                     | 3                   |

| Acteur | Personage                      | Seizoen | Afleveringen |
| --- | ------------------------------ | ------- | ------------ |
| Gabriel Aguilera | Diego Rosales                  | 2–3     | 9            |
| Rosales is een grote maffiabaas uit het tweede seizoen. Hij is van Spaanse komaf, Engels is dan ook niet aan hem besteed, daarom is er vaak een vertaler of menig ander bij, Reina spreekt ook aardig Spaans. Rosales komt halverwege het tweede seizoen in beeld als blijkt dat Irwan een nieuwe lading wil laten exporteren, als hij net vrij is uit de gevangenis, maar al snel is Irwan ontvoerd door Henk Ooms en later ook vermoord. Rosales gaat langs bij Reina, die de handel op zich heeft genomen nadat haar vriendje 'Speedy' vast is komen te zitten. Reina weet echter niet wat ze met Rosales en de grote hoeveelheid drugs aan moet. Uiteindelijk komt ze bij Carmen terecht, Carmen weet op haar beurt ook niet wat ze met die lading cocaïne aan moet. Carmen besluit het te laten verkopen. Drugsdealer Dwayne helpt haar daar goed bij. Uiteindelijk krijg Rosales het verschuldigde bedrag terug. In ruil daarvoor vraagt Carmen bescherming, om zich te kunnen verzetten tegen Henk Ooms. De samenwerking wordt voortgezet in seizoen 3 en krijgt een knauw wanneer een transport door de politie in beslag wordt genomen. Op dat transport heeft het Mexicaanse drugskartel van Rosales met 500 kilo meegelift. Rosales komt daardoor ernstig in de problemen met het kartel. Hij wordt verantwoordelijk gehouden voor het falen en de achterstallige betaling en zijn gezin wordt vermoord. Rosales ontsnapt aan een wilde schietpartij tussen de politie en het kartel op het Leidseplein en duikt onder. Hij wil wraak nemen op Carmen en neemt Speedy in vertrouwen. Die werkt echter samen met het kartel en steekt Rosales in opdracht van het kartel dood.                                                                          |                                |         |              |
| Charles Alvez da Cruz | Antonie El Amarillo            | 3–4     | 11           |
| Antonie El Amarillo is de baas van het Mexicaans kartel. In het derde seizoen reist hij af naar Nederland om verhaal te halen over een cocaïne transport dat verdwenen is. Een ontmoeting met Carmen en Rosales wordt onderschept door de politie en El Amarillo wordt opgepakt. Hij laat vanuit de cel de zaken regelen door zijn advocaat die hij achter Carmen en Rosales aanstuurt om alsnog het verschuldigde geld te innen. Carmen slaagt erin te betalen en hij geeft opdracht om haar vrijuit te laten gaan. In het vierde seizoen is El Amarillo weer op vrije voeten en heeft hij de leiding over de tak van het kartel in Nederland op zich genomen na de dood van Rosales. El Amarillo raakt al snel in een oorlog met de bende van de Coach. Nadat Carmen is gearresteerd en bijna veroordeeld is, komt Justine de Heer haar een voorstel doen, vrijlating in ruil voor het infiltreren bij de Mexicanen om hen op te kunnen pakken. Het kartel komt er uiteindelijk achter dat Carmen voor Justitie werkt en dat brengt haar in levensgevaarlijke positie. Carmen kan echter alsnog een bondgenootschap met El Amarillo sluiten nadat ze met een plan komt om te zorgen dat justitie schaakmat staat. Carmen heeft later een etentje met El Amarillo waarbij ze van Justine de Heer een verklaring uit de kartelbaas moet trekken. In werkelijkheid laten de twee hun plan uitvoeren. Net op het moment dat het plan geslaagd is arriveert Boris, die gehersenspoeld door de Coach werd en El Amarillo doodschiet. Justitie laat het lijken alsof El Amarillo gevlucht is naar Mexico, maar een paar weken later wordt El Amarillo dood gevonden in een riviertje. Leeflang krijgt van de patholoog te horen dat hij van dichtbij is doodgeschoten. |                                |         |              |
| Nadia Amin | Juut Vermeulen                 | 5       | 7            |
| Juut is rechercheur in de zaak van Walraven tijdens het vijfde seizoen. Ze werkt samen met Jim Leeflang om Carmen en het kartel onderuit te halen. Ze is tevens de contactpersoon van Storm, die besluit informatie over Carmen vrij te geven in ruil voor bescherming van zijn familie. De eerste operatie onder leiding van Juut mislukt echter. Als Carmen een deal sluit met Leeflang om de drugs in de haven aan de politie te overhandigen, wordt Juut vermoord door Leon. |                                |         |              |
| Kuno Bakker | Nico Ribbens                   | 2       | 4            |
| Nico is een huurmoordenaar en lijfwacht, hij werkt voor wisselende opdrachtgevers, in het tweede seizoen werkt hij voornamelijk voor Ooms, maar hij bewaakt ook vaak het huis van Carmen en dus haar kinderen. Nico is verantwoordelijk voor de dood van Irwan de Rue. Waarop Nico vast komt te zitten in de gevangenis, maar zelfs daar is hij niet veilig. Luther vindt een goed moment en steekt hem tien keer met een mes, waarna Nico ter plekke aan zijn verwondingen overlijdt in de gevangenis. |                                |         |              |
| Gustav Borreman | Dwayne Bresler                 | 2–5     | 20           |
| Dwayne is een drugsdealer die voor Carmen werkt. |                                |         |              |
| Eva Duijvestein | Pamela van Zon-Ooms            | 2       | 4            |
| Pamela is de dochter van maffiabaas Henk Ooms. Ze is moeder van twee kinderen en is de hele dag alleen maar bezig met de opvoeding. Pamela heeft niet de in de gaten wat voor een man haar vader is en heeft zeker geen goede relatie met Carmen van Walraven. Ooms had notaris Simon Zwart ontvoerd en als represaille ontvoeren Carmen en Sandrina samen rijkeluisdochter Pamela en haar kinderen. Pamela stribbelt eerst tegen, maar wanneer ze op de hoogte wordt gebracht van de zaken van haar vader, dat het geen 'lieverdje' is, ook al speelt die 'paardje in galop' met haar kinderen, het is en blijft een topcrimineel, daarin blijft ze achter in ongeloof. Pamela komt om het leven na een gevecht met Sandrina Breusink. Carmen besluit de vinger van Pamela af te knippen en op te sturen naar Henk Ooms, als blijk dat ze wel nog 'leeft' en te laten zien dat Carmen het echt meent. Later begraven Sandrina en Carmen haar in het bos. |                                |         |              |
| Hubert Fermin | Ferdinand Dubois 'de Advocaat' | 3–5     | 18           |
| Ferdinand Dubois is de persoonlijke advocaat en adviseur van El Amarillo in Nederland en een lid van het Mexicaans kartel. Hij is ook vaak degene die namens El Amarillo en het kartel zaken bespreekt en afhandelt met zakenpartners en bondgenoten in Nederland. In het derde seizoen is hij degene die namens El Amarillo boodschappen overbrengt aan Carmen en later Speedy rekruteert om Carmen en Rosales te vermoorden. Uiteindelijk kan Carmen haar schuld aan het kartel afbetalen en in opdracht van El Amarillo laat hij haar vrijuit gaan. In het vierde seizoen fungeert Dubois wederom regelmatig als degene die zaken doet met Carmen namens het kartel. Nadat El Amarillo wordt vermoord valt het bevel over diens mannen op Dubois. In tegenstelling tot El Amarillo vertrouwt hij Carmen niet en nadat ze een verschuldigde lading drugs aflevert aan zijn mannen wil hij Carmen en Luther vermoorden. Op dat moment valt de Coach de basis van het kartel aan en de Coach slaagt er bijna in om Dubois te vermoorden. Carmen en Luther komen echter tussenbeide en redden zo zijn leven, waarop hij weer bereid is Carmen te vertrouwen en verder zaken met haar te doen namens het kartel. In het vijfde seizoen zet de handel zich voort totdat Leon Vos een opname in handen krijgt waarin Dubois een minderjarig meisje mishandeld. Hij chanteert de advocaat om zijn superieuren binnen het kartel te overtuigen Carmen buitenspel te zetten en haar zakendeals aan hem te overhandigen. Dubois probeert vervolgens een deal met Carmen te sluiten om Leon uit de weg te ruimen, maar deze licht het kartel in. Leon vermoord Dubois persoonlijk in opdracht van het kartel nadat deze Dubois niet meer vertrouwen.                       |                                |         |              |
| Jet Gardner | Lisa Visser                    | 4–5     | 9            |
| Lisa werkt voor de Coach en krijgt de opdracht om Boris van Walraven te verleiden, opdat hij loyaal blijft aan de Coach. De twee groeien naar elkaar toe en maken plannen om weg te vluchten van de Coach. Deze ontdekt dit en probeert het tweetal in België te verkopen aan mensenhandelaar. Carmen komt tussenbeide en kan Boris redden, terwijl de Coach met Lisa kan ontsnappen. Uiteindelijk weten Carmen en Berry hen te vinden en wordt Lisa alsnog gered. In het vijfde seizoen willen Boris en Lisa op vakantie maar dit gaat mis, omdat Boris nog trauma's heeft van zijn tijd bij de Coach. Lisa gaat vervolgens in haar eentje naar de opening van Luciens nachtclub, omdat Boris het huis nog niet uit durft. Tijdens het feest is Lisa eenzaam en laat zich uiteindelijk overtuigen door een oude kennis om Cocaïne te gebruiken voor de gezelligheid. De drug blijkt uiteindelijk vergiftigd en Lisa belandt op de IC, waar ze ondanks de acties van de dokters komt te overlijden. |                                |         |              |
| Janni Goslinga | Annet Witterveen               | 3       | 4            |
| Annet is de buurvrouw van Luther en werkt in de kantine van een sportschool waar hij regelmatig komt kickboksen. Luther krijgt een relatie met Annet, maar dit houdt geen stand omdat Luther een te onvoorspelbaar leven leidt. Annet wordt nog wel regelmatig gebruikt als kinderoppas voor de kleine Irwan Junior. |                                |         |              |
| Maui Keanu Husslage | Sidar Roggeveen                | 4       | 4            |
| Sidar is een schoolvriend van Boris. Nadat Carmen, Boris' moeder, is neergeschoten door Berry helpt Sidar Boris met wraakplannen. De twee willen wapens kopen maar worden ontvoert door de wapendealers die Boris verslaafd maken aan heroïne. Ze worden gered door de Coach, de man waar Sidar voor werkt. Boris wordt ook vervolgens ook gerekruteerd door de Coach. Carmen spoort Boris op en vindt hem samen met Sidar op een feestje. Sidar en Boris spelen alsof Sidar Boris neer wil schieten. Carmen denkt dat dit echt is en schiet Sidar dood in de hoop haar zoon te redden. Later blijkt dat Sidar instructies had gekregen van Coach om bevriend te raken met Boris in het plan om Boris naar zijn kamp over te halen. |                                |         |              |
| Khadija El Kharraz Alami | Aisha Amrani                   | 4       | 9            |
| Aisha Amrani zit op dezelfde school als Lucien en komen elkaar daar toevallig tegen. Ze blijkt in werkelijkheid een journaliste die meer te weten wil komen over de geheimen van de van Walravens. |                                |         |              |
| Mark Kraan | Milo Petrovic                  | 3       | 6            |
| Milo is de rechterhand van Zarko. Na het mislukte rippen van het transport schiet hij Reina dood. Vervolgens wordt hij met zijn baas Zarko in een hinderlaag gelokt door Carmen en Rosales. Hij besluit de kant van Rosales te kiezen en moet om zijn trouw te bewijzen Zarko doodschieten, wat hij ook doet. Wanneer Speedy en Lucien verhaal komen halen over de dood van Reina ontstaat er een schietpartij waarin veel handlangers van Milo worden doodgeschoten. Carmen wil daarop het conflict met Milo bijleggen, maar die wil de hele handel van Carmen overnemen en zoekt een verbond met Berry. Als Milo Lucien van Walraven vasthoudt waar zijn vriendin Reina is vastgehouden, bevrijden Luther en Berry hem, Milo komt om het leven als Berry een kogel door hem heen schiet. |                                |         |              |
| Sam van Kranenburg | Conchita Hernández             | 3–5     | 17           |
| Conchita Hernández is een vrouwelijk lid van het Mexicaans kartel en lijkt te fungeren als de persoonlijke assistent en lijfwacht van Ferdinand 'de Advocaat' Dubois, daar ze altijd aan zijn zijde te zien is. Ze is ook bekwaam in het martelen van mensen voor informatie. |                                |         |              |
| John Leddy | Cor Westermaat                 | 4       | 8            |
| Cor is de vader van Sjaak "Coach". Cor stond vroeger bekend als de coach, maar heeft door zijn leeftijd alles overgedragen aan zijn zoon. Nadat Sjaak samen met zijn vader en Lisa vlucht naar het oude huis van Cor en overlijdt in de armen van Sjaak op zolder. |                                |         |              |
| Jade Olieberg | Sara de Graaff                 | 5       | 5            |
| Sara is een medewerkster in Luciens nieuwe nachtclub en tevens zijn nieuwe vriendin |                                |         |              |
| Vitali Oussanov | Nikola Zarko                   | 3       | 3            |
| Nikola Zarko is het hoofd van de Joegoslavische maffia die zich toelegt op de handel in drugs en vrouwen. Hij wil met Carmen een verbond sluiten en samen een lijn opzetten. Wanneer die weigert, besluit Zarko de hele handel over te nemen en Carmen uit te schakelen. Hij laat Reina ontvoeren om zo het geplande transport te onderscheppen, maar wordt bedrogen. Daarop laat hij Reina vermoorden en haar lichaam voor het huis van Carmen leggen. Zarko wordt vervolgens in opdracht van Carmen doodgeschoten. |                                |         |              |
| Anniek Pheifer | Deborah Korija                 | 3       | 4            |
| Deborah is een werknemer van jeugdzorg die in beeld komt nadat Boris en Koen doorrijden na een ongeluk dat zij hebben veroorzaakt zonder rijbewijs. Ze komt regelmatig de thuissituatie bekijken en voert gesprekken als er een eventuele uithuisplaatsing op het spel komt te staan. |                                |         |              |
| Denise Rebergen | Jip van Woensel                | 1       | 6            |
| Jip is het vriendinnetje van Lucien. Ze ontmoeten elkaar op de bruiloft van Johan en Marleen, waar Jip als serveerster werkt. Ze komen elkaar weer tegen op de begrafenis van Frans en daarna houden ze contact. De twee groeien naar elkaar toe door hun gedeelde interesse in wiet en XTC. Nadat de familie aan het einde van het eerste seizoen naar het buitenland vertrekt verbreekt Lucien het contact met Jip. |                                |         |              |
| Rosa Reuten | Felicity Reuver                | 1       | 5            |
| Felicity is de veel te jonge vriendin van André. Ze wordt door Fiep ook wel de poedel genoemd. Carmen, Irwan en Marleen begrijpen niet wat hun vader met een veel jonger meisje moet, echter respecteren ze alle drie hun vaders keuze. Als Marleen overlijdt, lijken André en Fiep naar elkaar toe te groeien. Felicity komt erachter dat ze niet binnen de familie past en besluit te breken met André. |                                |         |              |
| Sonja Silva | Amanda Fabricio                | 5       | 5            |
| Amanda zit in de schulden en wordt gerekruteerd door Berry om containers met cocaïne de haven in te smokkelen voor Carmen nadat Frits Jacobs, Carmen's vorige contact in de haven, is vermoord. De eerste lading die ze ophaalt wordt echter onderschept door Leon, die Amanda onder druk zet. Hierdoor wordt de cokaïne wel versneden en vallen er meerdere slachtoffers. Amanda wordt vervolgens in opdracht van Fiep door Luther vermoord. |                                |         |              |
| Huub Smit | Robbie de Haan                 | 4       | 5            |
| Robbie is een drugsdealer die werkt voor Sjaak de Coach. Hij plukt in zijn opdracht Boris van de straat en maakt hem langzaamaan verslaafd aan de heroïne. |                                |         |              |
| Dimme Treurniet | Frits Jacobs                   | 4-5     | 6            |
| Frits is een oude bekende van Carmen die in het vierde seizoen wordt gerekruteerd om cocaïne ladingen van het Mexicaans kartel de haven in te smokkelen. Begin het vijfde seizoen probeert Leon Vos Frits over te halen om voor hem te werken. Wanneer deze weigert wordt hij door Leon en een handlanger ontvoert samen met Storm. Frits weigert om de gegevens van het transport aan Leon te geven totdat deze dreigt zijn familie wat aan te doen. Storm en Frits proberen aan hun ontvoerders te ontsnappen op een onbewaakt moment maar worden betrapt en Frits wordt door Leon doodgeschoten, terwijl Storm kan ontkomen. |                                |         |              |
| Jack Vecht | Ed Albema                      | 5       | 5            |
| Ed is de vader van Storm. Hij heeft langere tijd geen contact heb zijn zoon gehad, omdat hij het niet eens was met de keuzes die Storm in zijn leven maakte. Uiteindelijk zoekt Ed toch contact met zijn zoon en krijgt hij zijn kleindochter ook te zien. |                                |         |              |
| Sol Vinken | Kai Westermaat                 | 1, 4    | 10           |
| Kai, ook bekend als bully, zat vroeger bij Boris in de klas. Boris en hij hadden altijd problemen. Enkele jaren later werkt hij voor zijn oom Sjaak 'De Coach' en brengt in de tweede aflevering John en Koen de Weerdt om het leven. Kai wordt door Storm om het leven gebracht na een heftige vechtpartij nadat hij de opdracht heeft gekregen van Sjaak om Boris te vermoorden. Kais broertje Yari werkte ook voor hun oom, maar werd vermoord door het Mexicaanse kartel. Kai was daarom vastbesloten, om zich staande te houden in de drugsoorlog. |                                |         |              |
| Mandela Wee Wee | Stanley Witman                 | 4       | 10           |
| Stanley Witman is de partner van Jim Leeflang. Echter is hij een rat en werkt samen met Justine om Leeflang van zaak-Carmen af te halen. Wanneer Justine samen met Jack van Zon wil samen werken om met Carmen af te rekenen, probeert Leeflang op hem in te praten. Net wanneer hij zich bedenkt en zich tegen Justine keert, schiet Jack van Zon hem dood. |                                |         |              |
| Roos Wiltink | Laura Meerdink                 | 3       | 7            |
| Laura is het klasgenootje van Boris en Koen. Zij is ook het zusje van de jongen die Boris en Koen hebben aangereden. Boris heeft het erg met haar te doen en troost haar. Ondertussen krijgen ze gevoelens voor elkaar en Laura krijgt zelfs respect voor Boris als deze het ongeluk opbiecht. |                                |         |              |
| Loes Wouterson | Louise Zwart                   | 3       | 6            |
| Louise was de vrouw van Simon. Ze komt achter de affaire van haar man en Sandrina. Ze geeft haar man de keuze om deze affaire te eindigen, maar dat doet hij achter haar rug om niet. Louise besluit te vertrekken inclusief alle bankrekeningen met haar naam. Hierdoor komt Carmen zonder geld te zitten. |                                |         |              |

## Gastrollen
| Acteur                | Personage                | Seizoen | Afleveringen |
| --------------------- | ------------------------ | ------- | ------------ |
| Berend Hensema        | Vince Breusink           | 1–2     | 10           |
| Reinout Bussemaker    | Bob 'de Baas'            | 1       | 3            |
| Juda Goslinga         | Harry                    | 1       | 4            |
| René Froger           | Zichzelf                 | 1       | 1            |
| Korneel Evers         | jonge Frans van Walraven | 1       | 2            |
| Viktor Griffioen      | jonge Steven Breusink    | 1       | 2            |
| Erik van der Horst    | jonge Irwan de Rue       | 1       | 2            |
| Remco Melles          | Leraar                   | 1       | 1            |
| Salah Edin            | Gedetineerde             | 1       | 2            |
| Isis Cabolet          | Joyce                    | 2       | 2            |
| Thomas Dudkiewicz     | Huurmoordenaar           | 2       | 2            |
| Danny Weeland         | Rennie                   | 2       | 7            |
| Bob Schrijber         | Bodyguard                | 2–4     | 6            |
| Nanette Edens         | Christiane Wilkens       | 2       | 3            |
| Han Kerckhoffs        | Rechter                  | 2       | 2            |
| Hannah van Lunteren   | Psychiater               | 2       | 2            |
| Sietske van der Bijl  | Sheila                   | 2       | 2            |
| Sanneke Bos           | Rechercheur              | 2–3     | 4            |
| Martijn Nieuwerf      | Advocaat Smulders        | 2       | 1            |
| Menno van Beekum      | Arts                     | 2       | 1            |
| Reinier Bulder        | Rechter                  | 2       | 1            |
| Erik van Welzen       | Portier                  | 2       | 1            |
| Micha Hulshof         | Rick                     | 2       | 1            |
| Tina de Bruin         | Coach Tina               | 2       | 1            |
| Redmar Siegertsz      | Elroy van Zon            | 2–4     | 8            |
| Tess Siegertsz        | Nicky van Zon            | 2–4     | 8            |
| Kees Scholten         | Piw'er                   | 2       | 1            |
| Anneke Sluiters       | Janicka                  | 3       | 5            |
| Rijk de Gooyer Jr.    | Kraanmachinist           | 3       | 1            |
| Mattias Van de Vijver | Student kunstacademie    | 3       | 1            |
| Nick Vorsselman       | Drugsdealer              | 4       | 1            |
| Peter Van den Begin   | De Flik                  | 4       | 1            |
| Fayenn Zuiderduin     | Phileine Albema          | 5       | 7            |
| Antoinette Jelgersma  | Maja                     | 5       | 2            |
| Joshua Rubin          | Shane                    | 5       | 7            |